# Tipo textual occidental
El tipo textual occidental es uno de los varios tipos textuales utilizados en la crítica textual para describir y agrupar los caracteres textuales del griego de los manuscritos del Nuevo Testamento. Este es el término dado a la forma predominante de los textos del Nuevo Testamento atestiguados en las traducciones del griego al latín antiguo; y también en citas de escritores cristianos de los siglos II y III, incluyendo a Cipriano, Tertuliano e Ireneo. El texto occidental tiene un buen número de rasgos característicos, los cuales aparecen en el texto de los Evangelios, Libro de los Hechos, y en las Epístolas de Pablo. Las Epístolas católicas y el Apocalipsis probablemente no tenían una forma de texto occidental. Este fue llamado "occidental" por Semmler (1725-1791), habiéndose originado en los primeros centros del cristianismo en el Imperio Romano Occidental.

## Descripción
La principal característica del texto occidental es un amor a la paráfrasis: "Son cambiadas palabras y hasta cláusulas, omisiones e inserciones con libertad sorprendente, donde parecía que el significado podía ser llevado a cabo con mayor fuerza y definitud". Una posible procedencia del glose es el deseo de armonizar y completar. "Lo más peculiar en el texto occidental es la disponibilidad de adoptar alteraciones o añadiduras de fuentes diferentes a los libros que finalmente se consideran canónicos." Frecuentemente el texto presenta grandes variantes de texto, pero en unos cuantos lugares, incluyendo el final del Evangelio de Lucas que tiene variantes más cortas, llamadas no interpolaciones occidentales.
Solamente un manuscrito griego Uncial se considera que transmite un texto occidental en los cuatro Evangelios y el Libro de los Hechos – el Códice de Beza del siglo V; mientras que el Códice Claromontano se considera que transmite un texto occidental en las cartas de Pablo, y seguido en esto por dos unciales del siglo IX: F y G. Muchas lecturas "occidentales" también se encuentran en las traducciones de los Evangelios al siríaco antiguo, la sinaítica y la curetoniana, aunque las opiniones varían en cuanto a si estas versiones pueden ser consideradas testimonios del tipo textual occidental. Cierto número de fragmentos antiguos en papiro provenientes de Egipto también tienen lecturas occidentales, {\displaystyle {\mathfrak {P}}}29, {\displaystyle {\mathfrak {P}}}38, {\displaystyle {\mathfrak {P}}}48; y, además el Códice Sinaítico se considera que es occidental en los primeros ocho capítulos de Juan. El término "occidental" es un nombre poco apropiado porque asocia a lo tipo textual occidental encontrado en el Este cristiano, incluyendo a Siria.

## Testimonios
| Signo                             | Nombre                | Fecha   | Contenido                         |
| {\displaystyle {\mathfrak {P}}}37 | Papiro 37             | ca. 300 | fragmento de Mateo 26             |
| {\displaystyle {\mathfrak {P}}}38 | Papiro Míchigan       | c. 300  | fragmento de Hechos               |
| {\displaystyle {\mathfrak {P}}}48 | Papiro 48             | III     | fragmento de Hechos 23            |
| {\displaystyle {\mathfrak {P}}}69 | Oxirrinco XXIV        | III     | fragmento de Lucas 22             |
| 0171                              |                       | IV      | fragmentos de Mateo y Lucas       |
| (01) ﬡ                            | {Códice Sinaítico}    | IV      | Juan 1:1–8:38                     |
| Dea (05)                          | Códice de Beza        | c. 400  | Evangelios y Hechos               |
| W (032)                           | Códice Washingtoniano | V       | Marcos 1:1–5:30                   |
| Dp (06)                           | Códice Claromontano   | VI      | Hechos, CE, y las Cartas de Pablo |
| Fp (010)                          | Codex Augiensis       | IX      | Cartas de Pablo                   |
| Gp (012)                          | Codex Boernerianus    | IV      | Cartas de Pablo                   |

Otros manuscritos: {\displaystyle {\mathfrak {P}}}25, {\displaystyle {\mathfrak {P}}}29 (?), {\displaystyle {\mathfrak {P}}}41, 066, 0177, 36, 88, 181 (Cartas de Pablo), 255, 257, 338, 383 (Hechos), 440 (Hechos), 614 (Hechos), 913, 915, 917, 1108, 1245, 1518, 1611, 1739, 1836, 1874, 1898, 1912, 2138, 2298, 2412 (Hechos).
En comparación al tipo textual bizantino las distintas lecturas occidentales en los Evangelios son propensas a ser abruptas en su expresión griega. En comparación al tipo textual alejandrino las distintas lecturas occidentales en los Evangelios son más propensas a mostrar glosas, detalles adicionales e instancias en donde los pasajes originales parecen ser reemplazados con mayor paráfrasis. A diferencia de ambos textos, el alejandrino y el bizantino, el tipo textual occidental omite consistentemente una serie de ocho frases cortas de los versículos en el Evangelio de Lucas; las llamadas no interpolaciones occidentales. En al menos dos textos occidentales, los Evangelios parecen variar en orden: Mateo, Juan, Lucas y Marcos. El texto occidental de las Cartas de Pablo - es atestiguado en el Códice Claromontano y los unciales F y G - no comparten las tendencias perifrásticas del texto occidental en los Evangelios y Hechos, y no está claro si deben ser considerados de compartir un solo tipo de texto.
Aunque el tipo textual occidental sobrevive en relativamente pocos testimonios, algunos de estos son tan antiguos como los primeros testimonios del tipo textual alejandrino. No obstante, la mayoría de críticos textuales suelen preferir las lecturas alejandrinas al texto occidental para los evangelios, considerando las lecturas del texto occidental como paráfrasis y expansiones. En las cartas del Apóstol Pablo está la contraparte del texto occidental porque es más moderado, y un número de críticos textuales lo consideran como el testimonio más fiable al original.

## Variantes textuales
Marcos 13:2
- και μετα τριων ημερων αλλος αναστησεται ανευ χειρων — D W it

Marcos 13:33 
- omite la frase και προσευχεσυε (y oren) con los códices B, D, a, c, k

Marcos 15:34 
- ὠνείδισάς με (me has insultado) — D, itc, (i), k, sirh
- ἐγκατέλιπές με (me has abandonado) — mss alejandrinos
- με ἐγκατέλιπες (véase Mt 27:46) — mss bizantinos

Juan 1:4
- ἐν αὐτῷ ζωὴ ἐστίν (en él es vida) — Códice Sinaítico, Códice de Beza y algunos manuscritos en latín antiguo y Sahidic.
- ἐν αὐτῷ ζωὴ ᾓν (por él fue vida) — esta variante coincide con los mss textuales alejandrinos, bizantinos y cesáreos

Juan 1:30: 
- ὑπὲρ — p5, p66, p75, Sinaítico*, Códice Vaticano Griego 1209, C*, WS
- περι — Sinaítico2, A, C3, L, Θ, Ψ, 063, 0101, f1, f13, Biz

Juan 1:34
- ὁ ἐκλεκτός — p5, Sinaítico, itb,e, ff2, syrc,s
- ὁ ἐκλεκτός ὑιος — ita, ff2c, syrpalmss, copsa
- ὁ ὑιος — mss de los textos alejandrinos, bizantinos y cesáreos

Juan 3:15
- ἐν αὐτῷ — p75, B, WS, 083, 0113
- ἐπ' αὐτῷ — p63, A
- εἰς αὐτον — p63, Sinaítico, A, Koridethi, Athous Lavrensis, 063, 086, f1, f13, Biz

Juan 7:8
- εγω ουκ αναβαινω εις την εορτην ταυτην — Sinaítico, Beza, Cyprius, Petropolitanus, 1071, 1079, 1241, 1242, 1546
- εγω ουπω αναβαινω εις την εορτην ταυτην — Papiro 66, Papiro 75, Vaticano, Regio, Borgiano, Washingtoniano, Monacensis, Sangallensis, Koridethi, Athous Lavrensis, Uncial 0105, 0180, 0250, f1, f13, 28, 700, 892, 1010, 1195, 1216, 1230, 1253, 1344, 1365, 1646, 2148, mss de Biz.

Romanos 12:11
- se lee καιρω por κυριω, – Códice Claromontano*, Codex Augiensis, Codex Boernerianus 5 it d,g, Orígeneslat.[4]

1 Corintios 7:5
- τη προσευχη (oración) – {\displaystyle {\mathfrak {P}}}11, {\displaystyle {\mathfrak {P}}}46, א*, A, B, C, D, F, G, P, Ψ, 6, 33, 81, 104, 181, 629, 630, 1739, 1877, 1881, 1962, it vg, cop, arm, eth
- τη νηστεια και τη προσευχη (ayuno y oración) – אc, K, L, 88, 326, 436, 614, 1241, 1984, 1985, 2127, 2492, 2495, Biz, Lec, sirp,h, goth
- τη προσευχη και νηστεια (oración y ayuno) – 330, 451, Juan Damasceno